# 李文煥
李文煥（1919年—2000年），中華民國陆军少將，字彩然，號黎石，人們尊稱為「石公」，雲南鎮康人。泰緬孤軍副總指揮，兼第三軍軍長。2000年11月去世，享年82歲。

李文煥並非正統軍人出生，他在中国抗日战争時，組織過鄉勇保衛家園，後來國共內戰，因為家鄉盜匪肆虐，被縣長任命為剿匪大隊長，維持家園治安。盧漢投共之後，李文煥率領家鄉的子弟兵一同到緬甸投奔李彌，才從此踏上戎馬生涯。第三軍的組成，正是當年的這些子弟兵，李文煥帶著這批子弟兵從雲南走到了緬甸，又從緬甸走到了泰國。

1971年的夏天,長年盤據泰國北部的泰國共產黨武装被泰缅孤军彻底擊敗，经过血戰泰缅孤军帮助泰国军方收復了帕黨山。而這一戰爭，也正式換來留在泰國的權利。